# Ivan Matijašić
Ivan Matijašić,  (Pazin, 8. veljače 1916. – Pula, 29. siječnja 2001.), hrvatski kirurg.

## Životopis
Rođen u Pazinu. Medicinski fakultet završio u Perugi (Italija), a kao mlad liječnik službovao je u Pazinu, na Lošinju, u Rijeci te u Općoj bolnici u Puli. Surađivao je s NOP-om, a u rujnu 1943. osnovao je i vodio partizansku bolnicu u Pazinu i Gologorici.
Uhićen je 25. listopada 1943. i odveden u koncentracijski logor Dachau. Nakon povratka radio u Pazinu do 1948., kada je prešao na kirurški odjel Opće bolnice Pula. Završivši specijalizaciju iz kirurgije u Zagrebu, 1962. je imenovan voditeljem kirurškog odjela pulske bolnice. Organizirao je i poboljšao medicinski rad i službu na odjelu. Utemeljio je jedinicu intenzivnoga liječenja bolesnika, preustrojio službu na odsjeke: traumatologija, abdominalna kirurgija, urologija; poticao rad transfuziologije, službe za patologiju, laboratorija i rendgenologije. U kirurgiji je uveo jednoslojno šivanje (jednoslojni šav) u cijeloj dužini probavne cijevi, a izvodio je transplantacije kože kod opeklina od više donatora. Pokazivao je zanimanje za akupunkturu i hipnozu u kirurgiji. Usavršio je kirurgiju šake i provodio vaskularne torakalne i neurokirurške zahvate, pa i one iz dječje kirurgije. Utemeljio je laboratorij za eksperimentalna istraživanja na pokusnim životinjama, poštujući sve etičke norme pri takvim postupcima. Više je godina radio u inozemstvu (Libija, Njemačka).